# 우시로쿠 도라오
우시로쿠 도라오(일본어: 後宮 虎郎, 1914년 4월 22일 ~ 1992년 6월 12일)는 일본의 외교관이다. 주네덜란드 대사, 주태국 대사, 주대한민국 대사와 국립 교토 국제 회관의 관장을 맡았다.

## 인물
1914년 교토부에서 태어나 부친은 우시로쿠 준, 외가 할아버지인 요시미 노부카즈라는 군인의 일가에서 자랐다. 도쿄 제국대학 재학 중이던 1936년 외교과시험에 합격했고 이듬해인 1937년에 도쿄 제국대학 법학부를 졸업하여 외무성에 입성했다. 1938년에 징병되면서 교토시 후시미구에 있는 육군 치중대에 소속, 이등병부터 시작하여 종전 전에는 중위까지 승진했다.
군 제대 후 외무성에 복귀하여 1952년에는 아시아국 2과장으로서 중일화평조약 교섭에 참여했다. 또한 제1차 및 제2차 한일회담에도 수행했다. 관방총무참사관, 주태국 공사를 거쳐 1962년에 외무심의관이 됐고 같은 해 아시아 국장으로 부임했다. 한일 국교 정상화 교섭을 담당하면서 특히 쟁점이 된 한일 병합 조약을 유효로 인정할 것인가라는 문제에서는 대한민국측이 주장하는 ‘null and void’(무효)라는 문구 앞에 ‘already’(이미)라는 한 개의 단어를 넣을 것을 제안해, 무효화 시기의 해석에 융통성을 갖는 것으로 합의했다.
1966년에 주네덜란드 대사, 1968년에 주태국 대사를 맡았고 1972년부터 1975년까지 주대한민국 대사를 맡으면서 재임 중에 발생한 김대중 납치 사건과 문세광 사건에 대처했다. 1975년 2월에 퇴임한 후, 다카야마 요시조의 사망을 계기로 국립 교토 국제 회관의 후임 관장으로 취임했다. 그러나 1992년 6월 12일 폐렴 증세로 도쿄도 미나토구 병원에서 향년 78세의 나이로 사망, 도쿄 세이산이치 교회에서 장례식이 거행됐다.